# Carcinosomatidae
Carcinosomatidae (o nome derivando do gênero-tipo [en] Carcinosoma, que significa "corpo de caranguejo") é uma família de euriptéridos, um grupo extinto de artrópodes aquáticos. Eles eram membros da superfamília Carcinosomatoidea [en], também nomeada em homenagem a Carcinosoma. Fósseis de carcinossomatídeos foram encontrados na América do Norte, Europa e Ásia, com a família possivelmente tendo alcançado uma distribuição mundial, e variam em idade do Ordoviciano Superior ao Devoniano Inferior. Eles estavam entre os euriptéridos mais marinhos, conhecidos quase inteiramente de ambientes marinhos.
Carcinossomatídeos variavam consideravelmente em tamanho, desde espécies com apenas alguns centímetros de comprimento até alguns dos maiores artrópodes conhecidos. A maior espécie de carcinossomatídeo, Carcinosoma punctatum, atingia comprimentos de pelo menos 2,2 metros e rivalizava em tamanho com o maior euriptérido de todos, Jaekelopterus. Morfologicamente, carcinossomatídeos eram muito distintos de outros euriptéridos, conhecidos por seu conjunto de membros anteriores poderosos e espinhosos, um corpo central largo e arredondado e uma cauda delgada e tubular terminando em um telson (a divisão mais posterior do corpo) que era tipicamente curvado de alguma forma. Com essas adaptações, carcinossomatídeos eram bastante semelhantes a escorpiões, e o grupo pode ter contribuído para que o nome comum dos euriptéridos se tornasse "escorpiões marinhos". A família contém quatro, possivelmente cinco, gêneros: Carcinosoma, Eocarcinosoma, Eusarcana, Rhinocarcinosoma e possivelmente o problemático gênero Holmipterus.
É improvável que carcinossomatídeos fossem nadadores fortes e ativos, dada sua forma não aerodinâmica. É mais provável que fossem nectobentônicos (nadando perto do fundo), possivelmente sendo predadores de topo (dado seu tamanho) ou necrófagos, cavando em busca de comida ou talvez até mesmo se enterrando e esperando como predadores de emboscada.

## Descrição

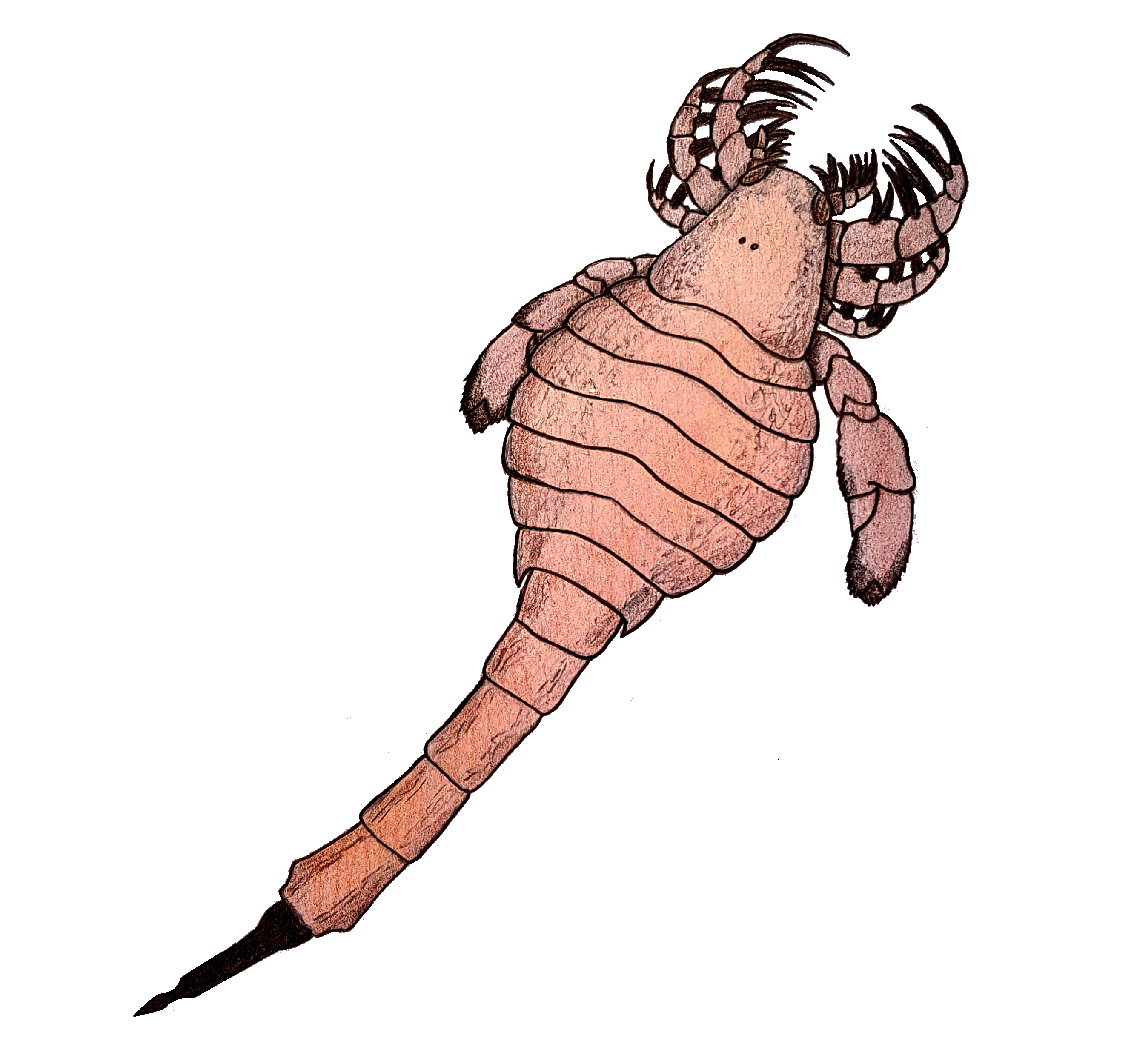
Reconstrução de Carcinosoma

Euriptéridos carcinossomatídeos diferiam consideravelmente em tamanho dependendo do gênero e da espécie, embora a maioria das espécies fosse bastante grande. A maior espécie era Carcinosoma punctatum com 2,2 metros, um dos maiores euriptéridos de todos, com alguns espécimes sugerindo que poderia até ter alcançado comprimentos de 2,5 metros, rivalizando com Jaekelopterus, o maior euriptérido, em tamanho. A menor espécie de carcinossomatídeo era Eusarcana obesus, com 4 centímetros de comprimento.
Morfologicamente, carcinossomatídeos eram altamente distintos entre os euriptéridos. Eram euriptéridos nadadores (pertencentes à subordem Eurypterina [en]), com grandes nadadeiras, um conjunto de membros anteriores poderosos e espinhosos, um pré-abdômen (corpo central) largo e arredondado e um abdômen delgado e tubular, que terminava em um telson (a divisão mais posterior do corpo) de morfologia variável, muitas vezes curvo. De certa forma, carcinossomatídeos tinham uma aparência bastante semelhante à de um escorpião, e podem ter contribuído para que o nome comum dos euriptéridos se tornasse 'escorpiões marinhos'.
Havia uma variedade considerável de morfologia dentro do grupo. A carapaça era de formato triangular a subtriangular em todos os membros do grupo, embora a forma exata pudesse variar. Em Rhinocarcinosoma, havia uma protusão distinta em forma de pá na frente da carapaça. O pré-abdômen era largo em todas as espécies, mas a largura também diferia de espécie para espécie. A espécie mais larga, em termos relativos, era Eusarcana obesus, na qual o quarto segmento era tão largo quanto os primeiros oito segmentos combinados eram longos. A espinhosidade (quantos espinhos) e o tamanho dos membros anteriores também variavam de gênero para gênero, com os membros anteriores de Eusarcana, por exemplo, sendo mais poderosos do que os de Rhinocarcinosoma. O telson variava consideravelmente entre os gêneros: em Rhinocarcinosoma era robusto e achatado, curvando-se ligeiramente para cima, em Eusarcana era cilíndrico e moldado em um espigão de cauda afiado, semelhante ao de um escorpião, e em Carcinosoma era achatado, terminando em uma estrutura expandida e segmentada nunca vista em outros euriptéridos.

## História da pesquisa

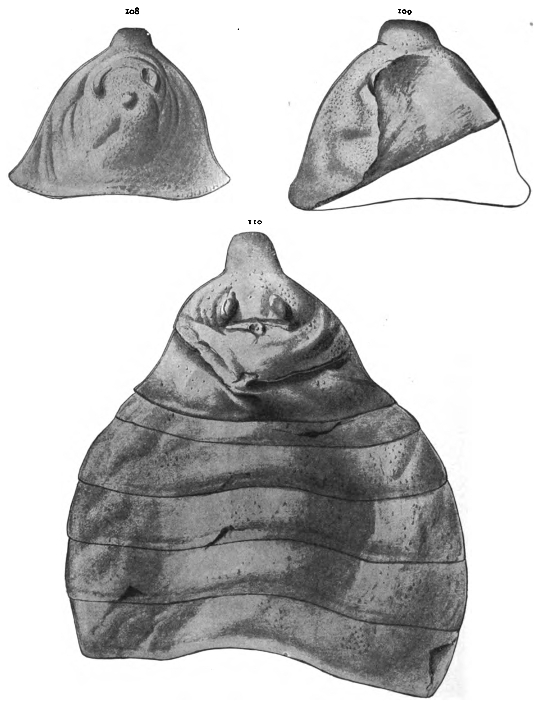
Carapaças de Rhinocarcinosoma, conforme ilustrado por en e en em 1912

A primeira espécie de carcinossomatídeo a ser descrita foi Carcinosoma punctatum, primeiramente descrita sob o nome Pterygotus punctatus por John William Salter [en] em 1859. O primeiro gênero posteriormente visto como um carcinossomatídeo a ser descrito foi Eusarcus (e sua espécie-tipo Eusarcus scorpionis), descrito por August R. Grote e William Henry Pitt em 1875 com base em fósseis recuperados do Buffalo Waterlime de idade Pridoliana, do estado de Nova Iorque. A descrição do gênero era deficiente e aparentemente baseada apenas no contorno e na forma do fóssil, o que levou Henry Woodward a referir E. scorpionis a Eurypterus com base no fato de ser semelhante em forma a Eurypterus punctatus (Pterygotus punctatus tendo sido reclassificado como uma espécie de Eurypterus). Desconhecido para Grote e Pitt, Eusarcus [en] já havia sido nomeado como um gênero de opiliões laniatores [en] existentes (atualmente vivos) da família Gonyleptidae, em 1833 e, como tal, constituía um nome pré-ocupado. O fato de o nome estar pré-ocupado passou despercebido até a década de 1930. Também descrito no final do século 19 foi o gênero Eurysoma, nomeado juntamente com sua espécie-tipo, Eurysoma newlini, por Edward Waller Claypole [en] em 1890. Quando Claypole descobriu mais tarde, em 1890, que o nome estava pré-ocupado por um gênero de besouros modernos, ele substituiu o nome Eurysoma pelo nome Carcinosoma.
Em 1912, John Mason Clarke [en] e Rudolf Ruedemann [en] declararam que as diferenças entre Eusarcus e todas as formas aparentadas de euriptéridos eram tão grandes que era "totalmente evidente" que Eusarcus era distinto de outros euriptéridos. Clarke e Ruedemann referiram várias novas espécies a Eusarcus, incluindo novas espécies que mais tarde seriam vistas como espécies do gênero Rhinocarcinosoma, e também concluíram que Eusarcus era suficientemente semelhante a Carcinosoma para ser sinonimizado. Como Eusarcus havia sido nomeado em 1875, quinze anos antes de Carcinosoma, seu nome tinha prioridade e substituiu Carcinosoma.
Eusarcus foi finalmente reconhecido como um nome pré-ocupado por Leif Størmer [en] em 1934. Størmer substituiu o nome pelo próximo sinônimo válido mais antigo disponível, Carcinosoma. Størmer também introduziu a família Carcinosomatidae, inicialmente sob o nome 'Carcinosomidae', em 1934, para conter os quatro gêneros: Carcinosoma, Mixopterus, Echinognathus e Megalograptus. A família foi emendada por Erik N. Kjellesvig-Waering no Tratado de Paleontologia de Invertebrados [en] de Størmer em 1955, com o nome alterado para o correto Carcinosomatidae e os gêneros além de Carcinosoma transferidos para suas próprias famílias (Mixopterus para os Mixopteridae e Megalograptus e Echinognathus para os Megalograptidae [en]). Em 1942, Embrik Strand propôs outro nome de substituição para Eusarcus, Eusarcana, apesar de o assunto ter sido tratado por Størmer oito anos antes. Rhinocarcinosoma foi separado de Carcinosoma em 1962 por Nestor Ivanovich Novozhilov [en], com base em sua carapaça ser diferente da de outros Carcinosoma.

Comparação dos tamanhos das três maiores espécies dos gêneros Carcinosoma, Eusarcana e Rhinocarcinosoma e um ser humano

Ao revisar carcinossomatídeos em 1964, Kenneth Edward Caster [en] e Erik N. Kjellesvig-Waering reconheceram Eusarcus e Carcinosoma como gêneros distintos, determinando que a sinonimização de 1912 havia sido errônea. Como Eusarcus estava pré-ocupado, Caster e Kjellesvig-Waering, provavelmente sem saber de Eusarcana de Strand, cunharam o nome de substituição Paracarcinosoma para as espécies anteriormente referidas a Eusarcus. Também em 1964, Caster e Kjellesvig-Waering nomearam o novo gênero Eocarcinosoma para acomodar espécimes ordovicianos de Eusarcus/Paracarcinosoma. Embora a maioria desses espécimes tenha sido desde então identificada como pseudofósseis [en], o espécime-tipo de Eocarcinosoma é um fóssil autêntico e o registro mais antigo da família. A área geográfica conhecida de carcinossomatídeos foi consideravelmente ampliada com a descoberta de fósseis de Rhinocarcinosoma no Vietnã no final do século 20, nomeados como a espécie Rhinocarcinosoma dosonensis em 2002.
Embora Paracarcinosoma tenha sido frequentemente usado por pesquisadores posteriores, Eusarcana, nomeado anteriormente, foi reconhecido por Jason A. Dunlop e James Lamsdell em 2012 como o nome de substituição válido de Eusarcus, transferindo as espécies atribuídas a Paracarcinosoma para esse gênero e designando Paracarcinosoma como um sinônimo júnior. Uma análise filogenética de 2015 por Lamsdell e colegas recuperou Holmipterus, um gênero problemático de euriptérido de afinidades incertas, como um carcinossomatídeo basal. A posição de Holmipterus, devido ao material fóssil incompleto e a uma aparente combinação de traços de diferentes famílias, está longe de ser certa dentro da árvore genealógica de euriptéridos e seus fósseis podem até representar dois gêneros diferentes, agrupados por engano.

## Classificação

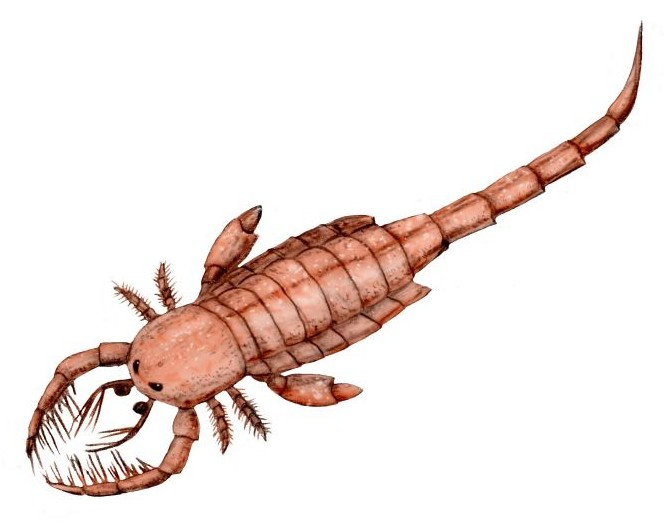
Os mixopterídeos, como o Mixopterus (na foto), eram os parentes mais próximos dos carcinossomatídeos.

Carcinossomatídeos são classificados como parte da superfamília Carcinosomatoidea [en], dentro da infraordem Diploperculata [en]. Carcinosomatoidea também contém as famílias Mixopteridae e Megalograptidae [en]. Carcinosomatidae foi anteriormente, de 1989 até o início dos anos 2000, agrupada com a família Hughmilleriidae na superfamília Hughmillerioidea, devido aos membros espinhosos e a todos os membros, com exceção das nadadeiras, serem de um tipo consistente. Hughmilleriidae é hoje considerado como membro basal da superfamília Pterygotioidea.

A filogenia interna de Carcinosomatoidea é mal resolvida (incerta). O primeiro cladograma abaixo segue um estudo de 2007 do pesquisador de euriptéridos O. Erik Tetlie, que por sua vez foi baseado em resultados de várias análises filogenéticas sobre euriptéridos conduzidas entre 2004 e 2007, e a linha azul azul engloba Carcinosomatidae, enquanto o segundo cladograma segue um estudo de 2015 de James Lamsdell e colegas, já sem a linha azul com a nova colocação de Carcinosomatidae dentro de Carcinosomatoidea. Ambos os cladogramas foram simplificados para exibir apenas Carcinosomatoidea. Tetlie (2007) recuperou Carcinosomatidae como um agrupamento parafilético, representando membros basais de Carcinosomatoidea, enquanto Lamsdell et al. (2015) recuperaram carcinossomatídeos como um grupo monofilético.
|  | Eusarcana scorpionis       |
|  |                            |
|  | Rhinocarcinosoma vaningeni |
|  |                            |

|  | Mixopterus multispinosus                                                   |
|  |                                                                            |
|  | \| \| Mixopterus simonsoni \| \| \| \| \| \| Mixopterus kiaeri \| \| \| \| |
|  |                                                                            |
|  | Mixopterus simonsoni                                                       |
|  |                                                                            |
|  | Mixopterus kiaeri                                                          |
|  |                                                                            |

|  | Mixopterus simonsoni |
|  |                      |
|  | Mixopterus kiaeri    |
|  |                      |

|  | Mixopterus multispinosus                                                   |
|  |                                                                            |
|  | \| \| Mixopterus simonsoni \| \| \| \| \| \| Mixopterus kiaeri \| \| \| \| |
|  |                                                                            |
|  | Mixopterus simonsoni                                                       |
|  |                                                                            |
|  | Mixopterus kiaeri                                                          |
|  |                                                                            |

|  | Mixopterus simonsoni |
|  |                      |
|  | Mixopterus kiaeri    |
|  |                      |

|  | Eusarcana scorpionis       |
|  |                            |
|  | Rhinocarcinosoma vaningeni |
|  |                            |

|  | Mixopterus multispinosus                                                   |
|  |                                                                            |
|  | \| \| Mixopterus simonsoni \| \| \| \| \| \| Mixopterus kiaeri \| \| \| \| |
|  |                                                                            |
|  | Mixopterus simonsoni                                                       |
|  |                                                                            |
|  | Mixopterus kiaeri                                                          |
|  |                                                                            |

|  | Mixopterus simonsoni |
|  |                      |
|  | Mixopterus kiaeri    |
|  |                      |

|  | Mixopterus multispinosus                                                   |
|  |                                                                            |
|  | \| \| Mixopterus simonsoni \| \| \| \| \| \| Mixopterus kiaeri \| \| \| \| |
|  |                                                                            |
|  | Mixopterus simonsoni                                                       |
|  |                                                                            |
|  | Mixopterus kiaeri                                                          |
|  |                                                                            |

|  | Mixopterus simonsoni |
|  |                      |
|  | Mixopterus kiaeri    |
|  |                      |

|  | Eusarcana scorpionis       |
|  |                            |
|  | Rhinocarcinosoma vaningeni |
|  |                            |

|  | Mixopterus multispinosus                                                   |
|  |                                                                            |
|  | \| \| Mixopterus simonsoni \| \| \| \| \| \| Mixopterus kiaeri \| \| \| \| |
|  |                                                                            |
|  | Mixopterus simonsoni                                                       |
|  |                                                                            |
|  | Mixopterus kiaeri                                                          |
|  |                                                                            |

|  | Mixopterus simonsoni |
|  |                      |
|  | Mixopterus kiaeri    |
|  |                      |

|  | Mixopterus multispinosus                                                   |
|  |                                                                            |
|  | \| \| Mixopterus simonsoni \| \| \| \| \| \| Mixopterus kiaeri \| \| \| \| |
|  |                                                                            |
|  | Mixopterus simonsoni                                                       |
|  |                                                                            |
|  | Mixopterus kiaeri                                                          |
|  |                                                                            |

|  | Mixopterus simonsoni |
|  |                      |
|  | Mixopterus kiaeri    |
|  |                      |

|  | Eusarcana scorpionis       |
|  |                            |
|  | Rhinocarcinosoma vaningeni |
|  |                            |

|  | Mixopterus multispinosus                                                   |
|  |                                                                            |
|  | \| \| Mixopterus simonsoni \| \| \| \| \| \| Mixopterus kiaeri \| \| \| \| |
|  |                                                                            |
|  | Mixopterus simonsoni                                                       |
|  |                                                                            |
|  | Mixopterus kiaeri                                                          |
|  |                                                                            |

|  | Mixopterus simonsoni |
|  |                      |
|  | Mixopterus kiaeri    |
|  |                      |

|  | Mixopterus multispinosus                                                   |
|  |                                                                            |
|  | \| \| Mixopterus simonsoni \| \| \| \| \| \| Mixopterus kiaeri \| \| \| \| |
|  |                                                                            |
|  | Mixopterus simonsoni                                                       |
|  |                                                                            |
|  | Mixopterus kiaeri                                                          |
|  |                                                                            |

|  | Mixopterus simonsoni |
|  |                      |
|  | Mixopterus kiaeri    |
|  |                      |

|  | Eusarcana scorpionis       |
|  |                            |
|  | Rhinocarcinosoma vaningeni |
|  |                            |

|  | Mixopterus multispinosus                                                   |
|  |                                                                            |
|  | \| \| Mixopterus simonsoni \| \| \| \| \| \| Mixopterus kiaeri \| \| \| \| |
|  |                                                                            |
|  | Mixopterus simonsoni                                                       |
|  |                                                                            |
|  | Mixopterus kiaeri                                                          |
|  |                                                                            |

|  | Mixopterus simonsoni |
|  |                      |
|  | Mixopterus kiaeri    |
|  |                      |

|  | Mixopterus multispinosus                                                   |
|  |                                                                            |
|  | \| \| Mixopterus simonsoni \| \| \| \| \| \| Mixopterus kiaeri \| \| \| \| |
|  |                                                                            |
|  | Mixopterus simonsoni                                                       |
|  |                                                                            |
|  | Mixopterus kiaeri                                                          |
|  |                                                                            |

|  | Mixopterus simonsoni |
|  |                      |
|  | Mixopterus kiaeri    |
|  |                      |

|  | Eusarcana scorpionis       |
|  |                            |
|  | Rhinocarcinosoma vaningeni |
|  |                            |

|  | Mixopterus multispinosus                                                   |
|  |                                                                            |
|  | \| \| Mixopterus simonsoni \| \| \| \| \| \| Mixopterus kiaeri \| \| \| \| |
|  |                                                                            |
|  | Mixopterus simonsoni                                                       |
|  |                                                                            |
|  | Mixopterus kiaeri                                                          |
|  |                                                                            |

|  | Mixopterus simonsoni |
|  |                      |
|  | Mixopterus kiaeri    |
|  |                      |

|  | Mixopterus multispinosus                                                   |
|  |                                                                            |
|  | \| \| Mixopterus simonsoni \| \| \| \| \| \| Mixopterus kiaeri \| \| \| \| |
|  |                                                                            |
|  | Mixopterus simonsoni                                                       |
|  |                                                                            |
|  | Mixopterus kiaeri                                                          |
|  |                                                                            |

|  | Mixopterus simonsoni |
|  |                      |
|  | Mixopterus kiaeri    |
|  |                      |

|  | Eusarcana scorpionis       |
|  |                            |
|  | Rhinocarcinosoma vaningeni |
|  |                            |

|  | Mixopterus multispinosus                                                   |
|  |                                                                            |
|  | \| \| Mixopterus simonsoni \| \| \| \| \| \| Mixopterus kiaeri \| \| \| \| |
|  |                                                                            |
|  | Mixopterus simonsoni                                                       |
|  |                                                                            |
|  | Mixopterus kiaeri                                                          |
|  |                                                                            |

|  | Mixopterus simonsoni |
|  |                      |
|  | Mixopterus kiaeri    |
|  |                      |

|  | Mixopterus multispinosus                                                   |
|  |                                                                            |
|  | \| \| Mixopterus simonsoni \| \| \| \| \| \| Mixopterus kiaeri \| \| \| \| |
|  |                                                                            |
|  | Mixopterus simonsoni                                                       |
|  |                                                                            |
|  | Mixopterus kiaeri                                                          |
|  |                                                                            |

|  | Mixopterus simonsoni |
|  |                      |
|  | Mixopterus kiaeri    |
|  |                      |

|  | Eusarcana scorpionis       |
|  |                            |
|  | Rhinocarcinosoma vaningeni |
|  |                            |

|  | Mixopterus multispinosus                                                   |
|  |                                                                            |
|  | \| \| Mixopterus simonsoni \| \| \| \| \| \| Mixopterus kiaeri \| \| \| \| |
|  |                                                                            |
|  | Mixopterus simonsoni                                                       |
|  |                                                                            |
|  | Mixopterus kiaeri                                                          |
|  |                                                                            |

|  | Mixopterus simonsoni |
|  |                      |
|  | Mixopterus kiaeri    |
|  |                      |

|  | Mixopterus multispinosus                                                   |
|  |                                                                            |
|  | \| \| Mixopterus simonsoni \| \| \| \| \| \| Mixopterus kiaeri \| \| \| \| |
|  |                                                                            |
|  | Mixopterus simonsoni                                                       |
|  |                                                                            |
|  | Mixopterus kiaeri                                                          |
|  |                                                                            |

|  | Mixopterus simonsoni |
|  |                      |
|  | Mixopterus kiaeri    |
|  |                      |

|  | Eusarcana scorpionis       |
|  |                            |
|  | Rhinocarcinosoma vaningeni |
|  |                            |

|  | Mixopterus multispinosus                                                   |
|  |                                                                            |
|  | \| \| Mixopterus simonsoni \| \| \| \| \| \| Mixopterus kiaeri \| \| \| \| |
|  |                                                                            |
|  | Mixopterus simonsoni                                                       |
|  |                                                                            |
|  | Mixopterus kiaeri                                                          |
|  |                                                                            |

|  | Mixopterus simonsoni |
|  |                      |
|  | Mixopterus kiaeri    |
|  |                      |

|  | Mixopterus multispinosus                                                   |
|  |                                                                            |
|  | \| \| Mixopterus simonsoni \| \| \| \| \| \| Mixopterus kiaeri \| \| \| \| |
|  |                                                                            |
|  | Mixopterus simonsoni                                                       |
|  |                                                                            |
|  | Mixopterus kiaeri                                                          |
|  |                                                                            |

|  | Mixopterus simonsoni |
|  |                      |
|  | Mixopterus kiaeri    |
|  |                      |

|  | Eusarcana scorpionis       |
|  |                            |
|  | Rhinocarcinosoma vaningeni |
|  |                            |

|  | Mixopterus multispinosus                                                   |
|  |                                                                            |
|  | \| \| Mixopterus simonsoni \| \| \| \| \| \| Mixopterus kiaeri \| \| \| \| |
|  |                                                                            |
|  | Mixopterus simonsoni                                                       |
|  |                                                                            |
|  | Mixopterus kiaeri                                                          |
|  |                                                                            |

|  | Mixopterus simonsoni |
|  |                      |
|  | Mixopterus kiaeri    |
|  |                      |

|  | Mixopterus multispinosus                                                   |
|  |                                                                            |
|  | \| \| Mixopterus simonsoni \| \| \| \| \| \| Mixopterus kiaeri \| \| \| \| |
|  |                                                                            |
|  | Mixopterus simonsoni                                                       |
|  |                                                                            |
|  | Mixopterus kiaeri                                                          |
|  |                                                                            |

|  | Mixopterus simonsoni |
|  |                      |
|  | Mixopterus kiaeri    |
|  |                      |

|  | Eusarcana scorpionis       |
|  |                            |
|  | Rhinocarcinosoma vaningeni |
|  |                            |

|  | Mixopterus multispinosus                                                   |
|  |                                                                            |
|  | \| \| Mixopterus simonsoni \| \| \| \| \| \| Mixopterus kiaeri \| \| \| \| |
|  |                                                                            |
|  | Mixopterus simonsoni                                                       |
|  |                                                                            |
|  | Mixopterus kiaeri                                                          |
|  |                                                                            |

|  | Mixopterus simonsoni |
|  |                      |
|  | Mixopterus kiaeri    |
|  |                      |

|  | Mixopterus multispinosus                                                   |
|  |                                                                            |
|  | \| \| Mixopterus simonsoni \| \| \| \| \| \| Mixopterus kiaeri \| \| \| \| |
|  |                                                                            |
|  | Mixopterus simonsoni                                                       |
|  |                                                                            |
|  | Mixopterus kiaeri                                                          |
|  |                                                                            |

|  | Mixopterus simonsoni |
|  |                      |
|  | Mixopterus kiaeri    |
|  |                      |

|  | Eusarcana scorpionis       |
|  |                            |
|  | Rhinocarcinosoma vaningeni |
|  |                            |

|  | Mixopterus multispinosus                                                   |
|  |                                                                            |
|  | \| \| Mixopterus simonsoni \| \| \| \| \| \| Mixopterus kiaeri \| \| \| \| |
|  |                                                                            |
|  | Mixopterus simonsoni                                                       |
|  |                                                                            |
|  | Mixopterus kiaeri                                                          |
|  |                                                                            |

|  | Mixopterus simonsoni |
|  |                      |
|  | Mixopterus kiaeri    |
|  |                      |

|  | Mixopterus multispinosus                                                   |
|  |                                                                            |
|  | \| \| Mixopterus simonsoni \| \| \| \| \| \| Mixopterus kiaeri \| \| \| \| |
|  |                                                                            |
|  | Mixopterus simonsoni                                                       |
|  |                                                                            |
|  | Mixopterus kiaeri                                                          |
|  |                                                                            |

|  | Mixopterus simonsoni |
|  |                      |
|  | Mixopterus kiaeri    |
|  |                      |

|  | Eusarcana scorpionis       |
|  |                            |
|  | Rhinocarcinosoma vaningeni |
|  |                            |

|  | Mixopterus multispinosus                                                   |
|  |                                                                            |
|  | \| \| Mixopterus simonsoni \| \| \| \| \| \| Mixopterus kiaeri \| \| \| \| |
|  |                                                                            |
|  | Mixopterus simonsoni                                                       |
|  |                                                                            |
|  | Mixopterus kiaeri                                                          |
|  |                                                                            |

|  | Mixopterus simonsoni |
|  |                      |
|  | Mixopterus kiaeri    |
|  |                      |

|  | Mixopterus multispinosus                                                   |
|  |                                                                            |
|  | \| \| Mixopterus simonsoni \| \| \| \| \| \| Mixopterus kiaeri \| \| \| \| |
|  |                                                                            |
|  | Mixopterus simonsoni                                                       |
|  |                                                                            |
|  | Mixopterus kiaeri                                                          |
|  |                                                                            |

|  | Mixopterus simonsoni |
|  |                      |
|  | Mixopterus kiaeri    |
|  |                      |

|  | Eusarcana scorpionis       |
|  |                            |
|  | Rhinocarcinosoma vaningeni |
|  |                            |

|  | Mixopterus multispinosus                                                   |
|  |                                                                            |
|  | \| \| Mixopterus simonsoni \| \| \| \| \| \| Mixopterus kiaeri \| \| \| \| |
|  |                                                                            |
|  | Mixopterus simonsoni                                                       |
|  |                                                                            |
|  | Mixopterus kiaeri                                                          |
|  |                                                                            |

|  | Mixopterus simonsoni |
|  |                      |
|  | Mixopterus kiaeri    |
|  |                      |

|  | Mixopterus multispinosus                                                   |
|  |                                                                            |
|  | \| \| Mixopterus simonsoni \| \| \| \| \| \| Mixopterus kiaeri \| \| \| \| |
|  |                                                                            |
|  | Mixopterus simonsoni                                                       |
|  |                                                                            |
|  | Mixopterus kiaeri                                                          |
|  |                                                                            |

|  | Mixopterus simonsoni |
|  |                      |
|  | Mixopterus kiaeri    |
|  |                      |

|  | Eusarcana scorpionis       |
|  |                            |
|  | Rhinocarcinosoma vaningeni |
|  |                            |

|  | Mixopterus multispinosus                                                   |
|  |                                                                            |
|  | \| \| Mixopterus simonsoni \| \| \| \| \| \| Mixopterus kiaeri \| \| \| \| |
|  |                                                                            |
|  | Mixopterus simonsoni                                                       |
|  |                                                                            |
|  | Mixopterus kiaeri                                                          |
|  |                                                                            |

|  | Mixopterus simonsoni |
|  |                      |
|  | Mixopterus kiaeri    |
|  |                      |

|  | Mixopterus multispinosus                                                   |
|  |                                                                            |
|  | \| \| Mixopterus simonsoni \| \| \| \| \| \| Mixopterus kiaeri \| \| \| \| |
|  |                                                                            |
|  | Mixopterus simonsoni                                                       |
|  |                                                                            |
|  | Mixopterus kiaeri                                                          |
|  |                                                                            |

|  | Mixopterus simonsoni |
|  |                      |
|  | Mixopterus kiaeri    |
|  |                      |

|  | Eusarcana scorpionis       |
|  |                            |
|  | Rhinocarcinosoma vaningeni |
|  |                            |

|  | Mixopterus multispinosus                                                   |
|  |                                                                            |
|  | \| \| Mixopterus simonsoni \| \| \| \| \| \| Mixopterus kiaeri \| \| \| \| |
|  |                                                                            |
|  | Mixopterus simonsoni                                                       |
|  |                                                                            |
|  | Mixopterus kiaeri                                                          |
|  |                                                                            |

|  | Mixopterus simonsoni |
|  |                      |
|  | Mixopterus kiaeri    |
|  |                      |

|  | Mixopterus multispinosus                                                   |
|  |                                                                            |
|  | \| \| Mixopterus simonsoni \| \| \| \| \| \| Mixopterus kiaeri \| \| \| \| |
|  |                                                                            |
|  | Mixopterus simonsoni                                                       |
|  |                                                                            |
|  | Mixopterus kiaeri                                                          |
|  |                                                                            |

|  | Mixopterus simonsoni |
|  |                      |
|  | Mixopterus kiaeri    |
|  |                      |

|  | Carcinosoma newlini  |
|  |                      |
|  | Carcinosoma libertyi |
|  |                      |

|  | Eusarcana acrocephalus |
|  |                        |
|  | Eusarcana scorpionis   |
|  |                        |

|  | Carcinosoma newlini  |
|  |                      |
|  | Carcinosoma libertyi |
|  |                      |

|  | Eusarcana acrocephalus |
|  |                        |
|  | Eusarcana scorpionis   |
|  |                        |

|  | Carcinosoma newlini  |
|  |                      |
|  | Carcinosoma libertyi |
|  |                      |

|  | Eusarcana acrocephalus |
|  |                        |
|  | Eusarcana scorpionis   |
|  |                        |

|  | Carcinosoma newlini  |
|  |                      |
|  | Carcinosoma libertyi |
|  |                      |

|  | Eusarcana acrocephalus |
|  |                        |
|  | Eusarcana scorpionis   |
|  |                        |

|  | Carcinosoma newlini  |
|  |                      |
|  | Carcinosoma libertyi |
|  |                      |

|  | Eusarcana acrocephalus |
|  |                        |
|  | Eusarcana scorpionis   |
|  |                        |

|  | Carcinosoma newlini  |
|  |                      |
|  | Carcinosoma libertyi |
|  |                      |

|  | Eusarcana acrocephalus |
|  |                        |
|  | Eusarcana scorpionis   |
|  |                        |

|  | Carcinosoma newlini  |
|  |                      |
|  | Carcinosoma libertyi |
|  |                      |

|  | Eusarcana acrocephalus |
|  |                        |
|  | Eusarcana scorpionis   |
|  |                        |

|  | Carcinosoma newlini  |
|  |                      |
|  | Carcinosoma libertyi |
|  |                      |

|  | Eusarcana acrocephalus |
|  |                        |
|  | Eusarcana scorpionis   |
|  |                        |

|  | Carcinosoma newlini  |
|  |                      |
|  | Carcinosoma libertyi |
|  |                      |

|  | Eusarcana acrocephalus |
|  |                        |
|  | Eusarcana scorpionis   |
|  |                        |

|  | Carcinosoma newlini  |
|  |                      |
|  | Carcinosoma libertyi |
|  |                      |

|  | Eusarcana acrocephalus |
|  |                        |
|  | Eusarcana scorpionis   |
|  |                        |

|  | Carcinosoma newlini  |
|  |                      |
|  | Carcinosoma libertyi |
|  |                      |

|  | Eusarcana acrocephalus |
|  |                        |
|  | Eusarcana scorpionis   |
|  |                        |

|  | Carcinosoma newlini  |
|  |                      |
|  | Carcinosoma libertyi |
|  |                      |

|  | Eusarcana acrocephalus |
|  |                        |
|  | Eusarcana scorpionis   |
|  |                        |

|  | Carcinosoma newlini  |
|  |                      |
|  | Carcinosoma libertyi |
|  |                      |

|  | Eusarcana acrocephalus |
|  |                        |
|  | Eusarcana scorpionis   |
|  |                        |

|  | Carcinosoma newlini  |
|  |                      |
|  | Carcinosoma libertyi |
|  |                      |

|  | Eusarcana acrocephalus |
|  |                        |
|  | Eusarcana scorpionis   |
|  |                        |

|  | Carcinosoma newlini  |
|  |                      |
|  | Carcinosoma libertyi |
|  |                      |

|  | Eusarcana acrocephalus |
|  |                        |
|  | Eusarcana scorpionis   |
|  |                        |

|  | Carcinosoma newlini  |
|  |                      |
|  | Carcinosoma libertyi |
|  |                      |

|  | Eusarcana acrocephalus |
|  |                        |
|  | Eusarcana scorpionis   |
|  |                        |

|  | Carcinosoma newlini  |
|  |                      |
|  | Carcinosoma libertyi |
|  |                      |

|  | Eusarcana acrocephalus |
|  |                        |
|  | Eusarcana scorpionis   |
|  |                        |

|  | Carcinosoma newlini  |
|  |                      |
|  | Carcinosoma libertyi |
|  |                      |

|  | Eusarcana acrocephalus |
|  |                        |
|  | Eusarcana scorpionis   |
|  |                        |

|  | Carcinosoma newlini  |
|  |                      |
|  | Carcinosoma libertyi |
|  |                      |

|  | Eusarcana acrocephalus |
|  |                        |
|  | Eusarcana scorpionis   |
|  |                        |

|  | Carcinosoma newlini  |
|  |                      |
|  | Carcinosoma libertyi |
|  |                      |

|  | Eusarcana acrocephalus |
|  |                        |
|  | Eusarcana scorpionis   |
|  |                        |

|  | Carcinosoma newlini  |
|  |                      |
|  | Carcinosoma libertyi |
|  |                      |

|  | Eusarcana acrocephalus |
|  |                        |
|  | Eusarcana scorpionis   |
|  |                        |

|  | Carcinosoma newlini  |
|  |                      |
|  | Carcinosoma libertyi |
|  |                      |

|  | Eusarcana acrocephalus |
|  |                        |
|  | Eusarcana scorpionis   |
|  |                        |

|  | Carcinosoma newlini  |
|  |                      |
|  | Carcinosoma libertyi |
|  |                      |

|  | Eusarcana acrocephalus |
|  |                        |
|  | Eusarcana scorpionis   |
|  |                        |

|  | Carcinosoma newlini  |
|  |                      |
|  | Carcinosoma libertyi |
|  |                      |

|  | Eusarcana acrocephalus |
|  |                        |
|  | Eusarcana scorpionis   |
|  |                        |

|  | Carcinosoma newlini  |
|  |                      |
|  | Carcinosoma libertyi |
|  |                      |

|  | Eusarcana acrocephalus |
|  |                        |
|  | Eusarcana scorpionis   |
|  |                        |

|  | Carcinosoma newlini  |
|  |                      |
|  | Carcinosoma libertyi |
|  |                      |

|  | Eusarcana acrocephalus |
|  |                        |
|  | Eusarcana scorpionis   |
|  |                        |

|  | Carcinosoma newlini  |
|  |                      |
|  | Carcinosoma libertyi |
|  |                      |

|  | Eusarcana acrocephalus |
|  |                        |
|  | Eusarcana scorpionis   |
|  |                        |

|  | Carcinosoma newlini  |
|  |                      |
|  | Carcinosoma libertyi |
|  |                      |

|  | Eusarcana acrocephalus |
|  |                        |
|  | Eusarcana scorpionis   |
|  |                        |

|  | Carcinosoma newlini  |
|  |                      |
|  | Carcinosoma libertyi |
|  |                      |

|  | Eusarcana acrocephalus |
|  |                        |
|  | Eusarcana scorpionis   |
|  |                        |

|  | Carcinosoma newlini  |
|  |                      |
|  | Carcinosoma libertyi |
|  |                      |

|  | Eusarcana acrocephalus |
|  |                        |
|  | Eusarcana scorpionis   |
|  |                        |

|  | Carcinosoma newlini  |
|  |                      |
|  | Carcinosoma libertyi |
|  |                      |

|  | Eusarcana acrocephalus |
|  |                        |
|  | Eusarcana scorpionis   |
|  |                        |

|  | Carcinosoma newlini  |
|  |                      |
|  | Carcinosoma libertyi |
|  |                      |

|  | Eusarcana acrocephalus |
|  |                        |
|  | Eusarcana scorpionis   |
|  |                        |

|  | Carcinosoma newlini  |
|  |                      |
|  | Carcinosoma libertyi |
|  |                      |

|  | Eusarcana acrocephalus |
|  |                        |
|  | Eusarcana scorpionis   |
|  |                        |

|  | Carcinosoma newlini  |
|  |                      |
|  | Carcinosoma libertyi |
|  |                      |

|  | Eusarcana acrocephalus |
|  |                        |
|  | Eusarcana scorpionis   |
|  |                        |

|  | Carcinosoma newlini  |
|  |                      |
|  | Carcinosoma libertyi |
|  |                      |

|  | Eusarcana acrocephalus |
|  |                        |
|  | Eusarcana scorpionis   |
|  |                        |

|  | Carcinosoma newlini  |
|  |                      |
|  | Carcinosoma libertyi |
|  |                      |

|  | Eusarcana acrocephalus |
|  |                        |
|  | Eusarcana scorpionis   |
|  |                        |

|  | Carcinosoma newlini  |
|  |                      |
|  | Carcinosoma libertyi |
|  |                      |

|  | Eusarcana acrocephalus |
|  |                        |
|  | Eusarcana scorpionis   |
|  |                        |

|  | Carcinosoma newlini  |
|  |                      |
|  | Carcinosoma libertyi |
|  |                      |

|  | Eusarcana acrocephalus |
|  |                        |
|  | Eusarcana scorpionis   |
|  |                        |

|  | Carcinosoma newlini  |
|  |                      |
|  | Carcinosoma libertyi |
|  |                      |

|  | Eusarcana acrocephalus |
|  |                        |
|  | Eusarcana scorpionis   |
|  |                        |

|  | Carcinosoma newlini  |
|  |                      |
|  | Carcinosoma libertyi |
|  |                      |

|  | Eusarcana acrocephalus |
|  |                        |
|  | Eusarcana scorpionis   |
|  |                        |

|  | Carcinosoma newlini  |
|  |                      |
|  | Carcinosoma libertyi |
|  |                      |

|  | Eusarcana acrocephalus |
|  |                        |
|  | Eusarcana scorpionis   |
|  |                        |

|  | Carcinosoma newlini  |
|  |                      |
|  | Carcinosoma libertyi |
|  |                      |

|  | Eusarcana acrocephalus |
|  |                        |
|  | Eusarcana scorpionis   |
|  |                        |

|  | Carcinosoma newlini  |
|  |                      |
|  | Carcinosoma libertyi |
|  |                      |

|  | Eusarcana acrocephalus |
|  |                        |
|  | Eusarcana scorpionis   |
|  |                        |

|  | Carcinosoma newlini  |
|  |                      |
|  | Carcinosoma libertyi |
|  |                      |

|  | Eusarcana acrocephalus |
|  |                        |
|  | Eusarcana scorpionis   |
|  |                        |

|  | Carcinosoma newlini  |
|  |                      |
|  | Carcinosoma libertyi |
|  |                      |

|  | Eusarcana acrocephalus |
|  |                        |
|  | Eusarcana scorpionis   |
|  |                        |

|  | Carcinosoma newlini  |
|  |                      |
|  | Carcinosoma libertyi |
|  |                      |

|  | Eusarcana acrocephalus |
|  |                        |
|  | Eusarcana scorpionis   |
|  |                        |

|  | Carcinosoma newlini  |
|  |                      |
|  | Carcinosoma libertyi |
|  |                      |

|  | Eusarcana acrocephalus |
|  |                        |
|  | Eusarcana scorpionis   |
|  |                        |

|  | Carcinosoma newlini  |
|  |                      |
|  | Carcinosoma libertyi |
|  |                      |

|  | Eusarcana acrocephalus |
|  |                        |
|  | Eusarcana scorpionis   |
|  |                        |

|  | Carcinosoma newlini  |
|  |                      |
|  | Carcinosoma libertyi |
|  |                      |

|  | Eusarcana acrocephalus |
|  |                        |
|  | Eusarcana scorpionis   |
|  |                        |

|  | Carcinosoma newlini  |
|  |                      |
|  | Carcinosoma libertyi |
|  |                      |

|  | Eusarcana acrocephalus |
|  |                        |
|  | Eusarcana scorpionis   |
|  |                        |

|  | Carcinosoma newlini  |
|  |                      |
|  | Carcinosoma libertyi |
|  |                      |

|  | Eusarcana acrocephalus |
|  |                        |
|  | Eusarcana scorpionis   |
|  |                        |

|  | Carcinosoma newlini  |
|  |                      |
|  | Carcinosoma libertyi |
|  |                      |

|  | Eusarcana acrocephalus |
|  |                        |
|  | Eusarcana scorpionis   |
|  |                        |

|  | Carcinosoma newlini  |
|  |                      |
|  | Carcinosoma libertyi |
|  |                      |

|  | Eusarcana acrocephalus |
|  |                        |
|  | Eusarcana scorpionis   |
|  |                        |

|  | Carcinosoma newlini  |
|  |                      |
|  | Carcinosoma libertyi |
|  |                      |

|  | Eusarcana acrocephalus |
|  |                        |
|  | Eusarcana scorpionis   |
|  |                        |

|  | Carcinosoma newlini  |
|  |                      |
|  | Carcinosoma libertyi |
|  |                      |

|  | Eusarcana acrocephalus |
|  |                        |
|  | Eusarcana scorpionis   |
|  |                        |

|  | Carcinosoma newlini  |
|  |                      |
|  | Carcinosoma libertyi |
|  |                      |

|  | Eusarcana acrocephalus |
|  |                        |
|  | Eusarcana scorpionis   |
|  |                        |

|  | Carcinosoma newlini  |
|  |                      |
|  | Carcinosoma libertyi |
|  |                      |

|  | Eusarcana acrocephalus |
|  |                        |
|  | Eusarcana scorpionis   |
|  |                        |

|  | Carcinosoma newlini  |
|  |                      |
|  | Carcinosoma libertyi |
|  |                      |

|  | Eusarcana acrocephalus |
|  |                        |
|  | Eusarcana scorpionis   |
|  |                        |

|  | Carcinosoma newlini  |
|  |                      |
|  | Carcinosoma libertyi |
|  |                      |

|  | Eusarcana acrocephalus |
|  |                        |
|  | Eusarcana scorpionis   |
|  |                        |

|  | Carcinosoma newlini  |
|  |                      |
|  | Carcinosoma libertyi |
|  |                      |

|  | Eusarcana acrocephalus |
|  |                        |
|  | Eusarcana scorpionis   |
|  |                        |

|  | Carcinosoma newlini  |
|  |                      |
|  | Carcinosoma libertyi |
|  |                      |

|  | Eusarcana acrocephalus |
|  |                        |
|  | Eusarcana scorpionis   |
|  |                        |

|  | Carcinosoma newlini  |
|  |                      |
|  | Carcinosoma libertyi |
|  |                      |

|  | Eusarcana acrocephalus |
|  |                        |
|  | Eusarcana scorpionis   |
|  |                        |

|  | Carcinosoma newlini  |
|  |                      |
|  | Carcinosoma libertyi |
|  |                      |

|  | Eusarcana acrocephalus |
|  |                        |
|  | Eusarcana scorpionis   |
|  |                        |

|  | Carcinosoma newlini  |
|  |                      |
|  | Carcinosoma libertyi |
|  |                      |

|  | Eusarcana acrocephalus |
|  |                        |
|  | Eusarcana scorpionis   |
|  |                        |

## Paleoecologia

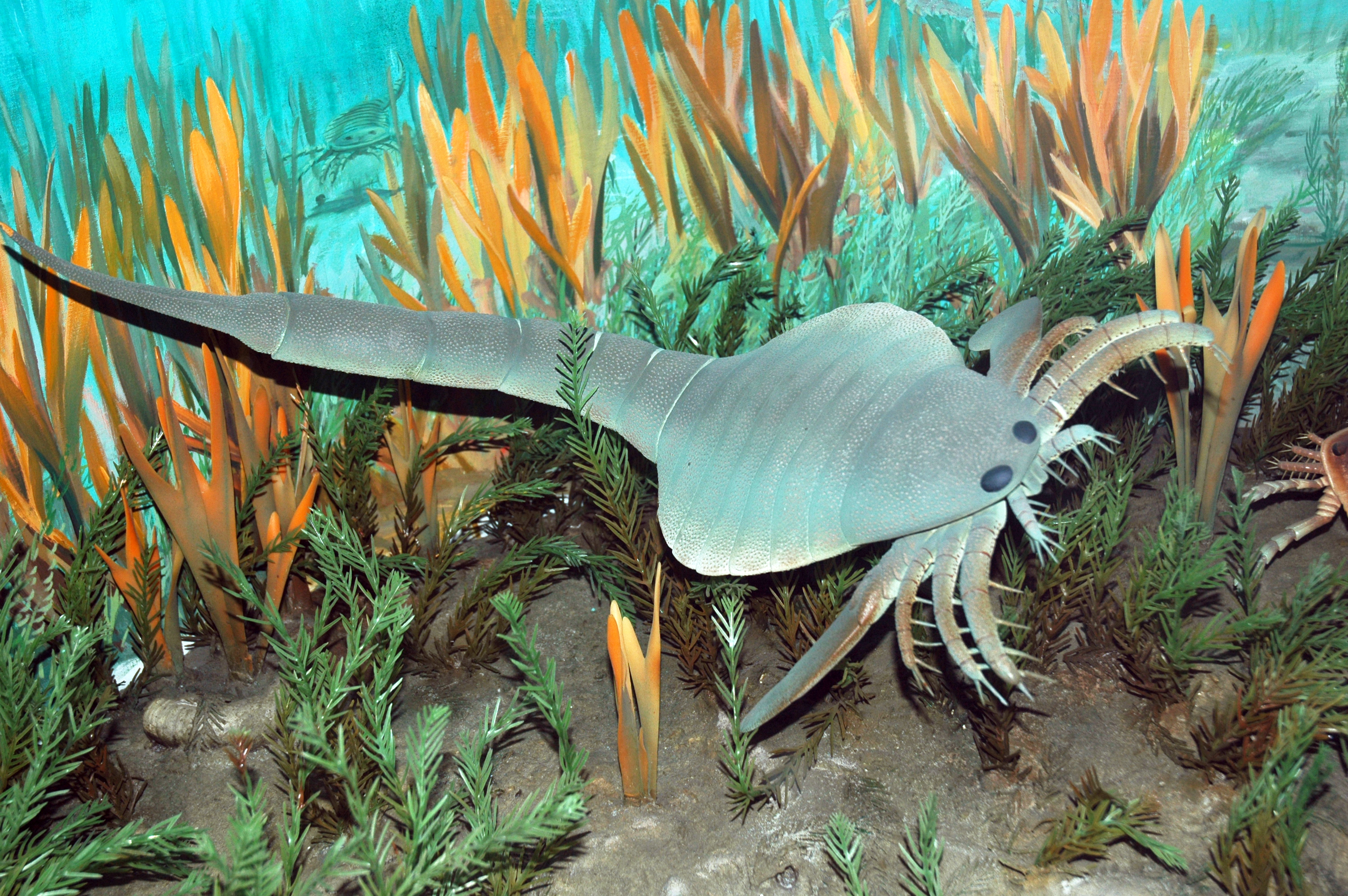
Modelo de uma Eusarcana no fundo do mar siluriano

Euriptéridos carcinossomatídeos estavam entre os euriptéridos mais marinhos, conhecidos de depósitos que já foram recifes, alguns em ambientes lagunares e águas mais profundas. Isso contrasta fortemente com seus parentes mais próximos, mixopterídeos, que não são conhecidos de águas mais profundas. A única outra família de euriptéridos conhecida de águas mais profundas são pterigotídeos, que tinham uma distribuição semelhante à de carcinossomatídeos, embora mais bem-sucedida. Com base na distribuição de pterigotídeos, é possível que carcinossomatídeos tivessem uma distribuição mundial. Eles são, juntamente com pterigotídeos, a única família de euriptéridos conhecida do continente sul de Gondwana no Siluriano e Devoniano. O único gênero de carcinossomatídeo conhecido de depósitos não marinhos é Rhinocarcinosoma (embora também seja conhecido de depósitos marinhos), que foi encontrado em ambientes fluviais (de rio) e lacustres (de lago).
Devido a seus corpos não serem tão aerodinâmicos quanto os de muitos outros euriptéridos nadadores, e por conta das morfologias únicas de seus telsons, considera-se provável que carcinossomatídeos não fossem nadadores muito ativos, provavelmente adotando um estilo de vida mais nectobentônico (nadando perto do fundo). Este estilo de vida é especialmente exemplificado em Rhinocarcinosoma, onde a protusão em forma de pá na frente de sua carapaça pode ter sido usada para cavar, ou "fuçar na lama", e as nadadeiras eram reduzidas em tamanho em comparação com as de outros carcinossomatídeos. Dado seu tamanho, carcinossomatídeos podem ter sido predadores de topo ou necrófagos, cavando em busca de comida ou talvez até mesmo se enterrando e esperando como predadores de emboscada. Eles podem ter se alimentado de vermes, outros artrópodes, braquiópodes e peixes, usando seus membros anteriores para empurrar a comida para a boca.